# Arcidiocesi di Juiz de Fora
L'arcidiocesi di Juiz de Fora (in latino Archidioecesis Iudiciforensis) è una sede metropolitana della Chiesa cattolica in Brasile. Nel 2021 contava 632.460 battezzati su 820.800 abitanti. È retta dall'arcivescovo Gil Antônio Moreira.

## Territorio
L'arcidiocesi comprende 37 comuni nella parte meridionale dello Stato brasiliano di Minas Gerais: Juiz de Fora, Aracitaba, Arantina, Belmiro Braga, Bias Fortes, Bicas, Bocaina de Minas, Bom Jardim de Minas, Chácara, Chiador, Coronel Pacheco, Descoberto, Ewbank da Câmara, Goianá, Guarará, Liberdade, Lima Duarte, Mar de Espanha, Maripá de Minas, Matias Barbosa, Olaria, Passa-Vinte, Pedro Teixeira, Pequeri, Piau, Rio Novo, Rio Preto, Rochedo de Minas, Santa Bárbara do Monte Verde, Santana do Garambéu, Santana do Deserto, Santa Rita de Ibitipoca, Santa Rita de Jacutinga, Santos Dumont, São João Nepomuceno, Senador Cortes e Simão Pereira.
Sede arcivescovile è la città di Juiz de Fora, dove si trova la cattedrale di Sant'Antonio. A Liberdade sorge la basilica minore di Bom Jesus do Livramento.
Il territorio si estende su una superficie di 12.000 km² ed è suddiviso in 91 parrocchie, raggruppate in 11 foranie.

### Provincia ecclesiastica
La provincia ecclesiastica di Juiz de Fora, istituita nel 1962, comprende 2 suffraganee:
- diocesi di Leopoldina,
- diocesi di São João del Rei.

## Storia
La diocesi di Juiz de Fora fu eretta il 1º febbraio 1924 con la bolla Ad sacrosancti apostolatus officium di papa Pio XI, ricavandone il territorio dall'arcidiocesi di Mariana, di cui era originariamente suffraganea.
Il 28 marzo 1942 e il 21 maggio 1960 cedette porzioni del suo territorio a vantaggio dell'erezione delle diocesi rispettivamente di Leopoldina e di São João del Rei.
Il 14 aprile 1962 la diocesi è stata elevata al rango di arcidiocesi metropolitana con la bolla Qui tanquam Petrus di papa Giovanni XXIII.
Il 18 ottobre 1963, con la lettera apostolica Praesens supplicum, papa Paolo VI ha proclamato Sant'Antonio da Padova patrono principale dell'arcidiocesi.

## Cronotassi dei vescovi
Si omettono i periodi di sede vacante non superiori ai 2 anni o non storicamente accertati.
- Justino José de Sant'Ana † (4 luglio 1924 - 9 giugno 1958 deceduto)
- Geraldo María de Morais Penido † (9 giugno 1958 succeduto - 1º dicembre 1977 nominato arcivescovo coadiutore di Aparecida)
- Juvenal Roriz, C.SS.R. † (5 maggio 1978 - 7 febbraio 1990 dimesso)
- Clóvis Frainer, O.F.M.Cap. † (22 maggio 1991 - 28 novembre 2001 dimesso)
- Eurico dos Santos Veloso † (28 novembre 2001 - 28 gennaio 2009 ritirato)
- Gil Antônio Moreira,  dal 28 gennaio 2009

## Statistiche
L'arcidiocesi nel 2021 su una popolazione di 820.800 persone contava 632.460 battezzati, corrispondenti al 77,1% del totale.
| anno | popolazione | popolazione | popolazione | presbiteri | presbiteri | presbiteri | presbiteri                | diaconi | religiosi | religiosi | parrocchie |
| anno | battezzati  | totale      | %           | numero     | secolari   | regolari   | battezzati per presbitero | diaconi | uomini    | donne     | parrocchie |
| ---- | ----------- | ----------- | ----------- | ---------- | ---------- | ---------- | ------------------------- | ------- | --------- | --------- | ---------- |
| 1948 | 550.000     | 558.000     | 98,6        | 90         | 47         | 43         | 6.111                     |         | 43        | 160       | 55         |
| 1962 | 409.000     | 409.752     | 99,8        | 130        | 55         | 75         | 3.146                     |         | 75        | 377       | 60         |
| 1970 | 637.500     | 650.000     | 98,1        | 139        | 80         | 59         | 4.586                     |         | 90        | 460       | 67         |
| 1976 | 570.000     | 600.000     | 95,0        | 126        | 66         | 60         | 4.523                     |         | 80        | 325       | 70         |
| 1980 | 443.488     | 554.361     | 80,0        | 114        | 56         | 58         | 3.890                     | 1       | 91        | 201       | 65         |
| 1990 | 468.000     | 585.000     | 80,0        | 108        | 58         | 50         | 4.333                     | 2       | 115       | 133       | 69         |
| 1999 | 515.000     | 644.000     | 80,0        | 126        | 77         | 49         | 4.087                     | 1       | 113       | 183       | 81         |
| 2000 | 520.300     | 650.414     | 80,0        | 118        | 73         | 45         | 4.409                     | 1       | 88        | 201       | 85         |
| 2001 | 524.000     | 655.000     | 80,0        | 120        | 75         | 45         | 4.366                     | 1       | 94        | 206       | 85         |
| 2003 | 533.000     | 667.000     | 79,9        | 118        | 73         | 45         | 4.516                     | 1       | 92        | 120       | 85         |
| 2004 | 533.000     | 667.000     | 79,9        | 120        | 75         | 45         | 4.441                     | 1       | 94        | 132       | 80         |
| 2006 | 540.000     | 676.000     | 79,9        | 126        | 81         | 45         | 4.285                     | 15      | 94        | 132       | 87         |
| 2013 | 600.000     | 752.000     | 79,8        | 141        | 96         | 45         | 4.255                     | 26      | 93        | 142       | 85         |
| 2016 | 615.000     | 797.028     | 77,2        | 143        | 101        | 42         | 4.300                     | 26      | 68        | 115       | 91         |
| 2019 | 622.600     | 808.000     | 77,1        | 144        | 110        | 34         | 4.323                     | 26      | 59        | 85        | 95         |
| 2021 | 632.460     | 820.800     | 77,1        | 153        | 119        | 34         | 4.133                     | 49      | 76        | 85        | 91         |